# (419) Aurelia
(419) Aurelia ist ein Asteroid des mittleren Hauptgürtels, der am 7. September 1896 vom deutschen Astronomen Max Wolf an seiner Privatsternwarte in Heidelberg bei einer Helligkeit von 11 mag entdeckt wurde.
Ein Bezug dieses Namens zu einer Person oder einem Ereignis ist nicht bekannt. Die Benennung erfolgte 1901 auf Wunsch des Entdeckers durch den Berliner Astronomen Adolf Berberich (1861–1920).

## Wissenschaftliche Auswertung
Mit Daten radiometrischer Beobachtungen im Infraroten mit der Infrared Telescope Facility (IRTF) am Mauna-Kea-Observatorium auf Hawaiʻi vom 19. Dezember 1980 wurden für (419) Aurelia erstmals Werte für den Durchmesser und die Albedo von 124 km und 0,04 bestimmt. Aus Ergebnissen der IRAS Minor Planet Survey (IMPS) wurden 1992 Angaben zu Durchmesser und Albedo für zahlreiche Asteroiden abgeleitet, darunter auch (419) Aurelia, für die damals Werte von 129,0 km bzw. 0,05 erhalten wurden. Eine Auswertung von Beobachtungen durch das Projekt NEOWISE im nahen Infrarot führte 2012 zu vorläufigen Werten für den Durchmesser und die Albedo im sichtbaren Bereich von 148,7 km bzw. 0,03. Nach der Reaktivierung von NEOWISE im Jahr 2013 und Registrierung neuer Daten wurden die Werte 2015 zunächst mit 120,4 km bzw. 0,04 angegeben und dann 2016 korrigiert zu 113,2 oder 117,8 km bzw. 0,05 oder 0,04, diese Angaben beinhalten aber alle hohe Unsicherheiten. Eine Untersuchung von 2020 bestimmte aus zwei Sternbedeckungen durch (419) Aurelia einen Durchmesser von 123,0 ± 2,0 km.
Eine spektroskopische Untersuchung von 820 Asteroiden zwischen November 1996 und September 2001 am La-Silla-Observatorium in Chile ergab für (419) Aurelia eine taxonomische Klassifizierung als C- bzw. Cb-Typ.
Photometrische Messungen des Asteroiden fanden erstmals statt vom 26. bis 29. Mai 1979 am Table Mountain Observatory in Kalifornien. Weitere Beobachtungen am gleichen Ort erfolgten vom 30. Oktober bis 15. Dezember 1980. Aus den gemessenen Lichtkurven mit geringer Amplitude konnte zunächst keine Rotationsperiode bestimmt werden. Eine genaue Analyse aller Daten führte dann zu zwei möglichen Werten für die Periode von 16,709 oder 16,804 h, von denen die kürzere geringfügig bevorzugt wurde. Messungen während drei Nächten vom 19. bis 26. März 1983 am La-Silla-Observatorium waren zu kurz, um weiter ausgewertet zu werden, dies galt auch für die Messung dort während nur einer Nacht am 27. Februar 1987. Dagegen schienen die Messdaten von Beobachtungen vom 17. bis 19. Februar 1991 wieder am La-Silla-Observatorium zu keiner dieser Perioden zu passen, sondern eher eine solche von 18,9 h zu propagieren. Zur Klärung wurden weitere Beobachtungen als notwendig erachtet.
Diese wurden dann vom 29. bis 31. August 1992 am Osservatorio Astrofisico di Catania in Italien durchgeführt. Die etwas lückenhafte Lichtkurve wurde zu einer Rotationsperiode von 16,630 h ausgewertet. Dieses Ergebnis wurde auch durch weitere Beobachtungen vom 2. bis 8. August 1996 am gleichen Ort gestützt. Aus photometrischen Messungen vom 10. Oktober bis 21. Dezember 2001 an der Außenstelle Tschuhujiw des Charkiw-Observatoriums in der Ukraine und am Krim-Observatorium in Simejis wurde dagegen eine Rotationsperiode von 16,7865 h abgeleitet.
Am Organ Mesa Observatory in New Mexico gab es mehrere Beobachtungskampagnen zur Bestimmung einer Rotationsperiode für (419) Aurelia: Während neun Nächten vom 17. Februar bis 25. März 2008 konnte die bisher detaillierteste Lichtkurve mit einer daraus abgeleiteten Periode von 16,784 h aufgezeichnet werden, ebenfalls neun Beobachtungsnächte zwischen dem 24. September und dem 22. November 2009 führten zur Bestimmung einer Periode von 16,781 h und Messungen vom 26. Oktober 2010 bis 10. Februar 2011 während 11 Nächten wurden zu einer Rotationsperiode von 16,781 h ausgewertet. Diese und frühere Lichtkurven deuteten darauf hin, dass (419) Aurelia eine unregelmäßigere Form hat als die meisten Asteroiden, und dass diese Unregelmäßigkeiten in einem Ausmaß von bis zu etwa einem Viertel des mittleren Radius existieren.
Eine Auswertung von archivierten Lichtkurven und weiteren Daten aus 2006 und 2007 ermöglichte in einer Untersuchung von 2016 erstmals die Erstellung eines dreidimensionalen Gestaltmodells des Asteroiden für zwei alternative Rotationsachsen mit prograder Rotation und einer Periode von 16,8 h.
Mit dem neuen Algorithmus All-Data Asteroid Modeling (ADAM) wurde 2017 ein verbessertes Gestaltmodell erstellt, das alle verfügbaren photometrischen Daten in Verbindung mit einer hochaufgelösten Infrarot-Aufnahme des Teleskops II am Keck-Observatorium auf Hawaiʻi vom 11. Juli 2004 sowie den Beobachtungen einer Sternbedeckung durch den Asteroiden vom 5. Dezember 2006 gut reproduziert. Für die Rotationsachse wurden zwei alternative Positionen mit prograder Rotation und eine Periode von 16,7809 h berechnet. Für die Größe wurde ein volumenäquivalenter Durchmesser von 120 oder 125 ± 3 km abgeleitet.
Abschätzungen von Masse und Dichte für (419) Aurelia aufgrund von gravitativen Beeinflussungen auf Testkörper ergaben in einer Untersuchung von 2012 eine Masse von etwa 1,72·1018 kg, was mit einem angenommenen Durchmesser von etwa 124 km zu einer Dichte von 1,70 g/cm³ führte bei einer Porosität von 24 %. Diese Werte besitzen eine Unsicherheit im Bereich von ±21 %.

## Trivia
Der Name des Asteroiden wurde 1944 verwendet für die Taufe des US-amerikanischen Angriffsfrachtschiffs (Attack Cargo Ship) der Artemis-Klasse USS Aurelia (AKA-23).